# Zenon Czechowski
Zenon Czechowski (Poznań, 19 de novembro de 1946 - 17 de novembro de 2016) foi um ciclista polonês que participava em competições de ciclismo de estrada.
Czechowski representou a Polônia nos Jogos Olímpicos de Verão de 1968, terminando em sexto lugar na prova de 100 km contrarrelógio por equipes.